# Kirovsk (Oblast' di Leningrado)
Kirovsk, in russo Кировск?, è una città della Russia, che si trova nell'Oblast' di Leningrado, a circa 30 chilometri ad est di San Pietroburgo, capoluogo del Kirovskij rajon. È situata sulla riva sinistra della Neva, lungo l'autostrada M18, che attraversa il fiume sul ponte Ладожский e nel 2008 ospitava circa 23 000 abitanti.
La cittadina, fondata nel 1929 come Nevdubstroy, in russo Невдубстрой?, per la costruzione di una centrale elettrica, nel 1953 ha ricevuto lo status di città e adottato la denominazione attuale in onore di Sergej Mironovič Kirov.
Le industrie principali hanno sofferto molto durante la presidenza di Yeltsin. Molte persone provarono a cercare lavoro nella vicina San Pietroburgo. Le installazioni più vicine comprendevano la Mga, la Pukholovo, la Sinyavino, la Molodtsevo (precedentemente conosciuta come il complesso di Molochny), Shlisselburg (ex Petrokrepost), Pavlovo e Otradnoye.
Kirovsk ha quattro istituti superiori, un conservatorio, un ospedale ma senza il reparto di Ostetricia. Le industrie principali sono la centrale Ladoga (che ha costruito materiale per i sottomarini nucleari sovietici fino a che la produzione si è dedicata alla fabbricazione di parti meccaniche e elettroniche), e la Dubrovsky Zavod, e centrali elettriche. A causa di queste industrie, Kirovsk era considerata una città chiusa.
A Kirovsk ha sede un museo, in cui è esposto un diorama, riproducente scene di guerra, situato dentro il ponte Ladozhsky, sul fiume Neva. Il sito, parte del percorso conosciuto "Strada della Vita", commemora il ruolo di Kirovsk come unico punto di accesso per le merci destinate a San Pietroburgo durante l'assedio di Leningrado.